# Julian Sands
Julian Richard Morley Sands (født 4. januar 1958, død 13. januar 2023 eller senere) var en engelsk skuespiller. Han er bedst kendt for sin gennembrudsrolle som George Emerson i A Room with a View (1985). Andre væsentlige film han har medvirket i er The Killing Fields (1984), kultfilmen Warlock (1989), Arachnophobia (1990), Naked Lunch (1991), Boxing Helena (1993), Leaving Las Vegas (1995), The Medallion (2003), Ocean's Thirteen (2007) og The Girl with the Dragon Tattoo (2011). På tv, er han kendt for at spille Vladimir Bierko i 24 Timer , og Jor-El i Smallville.
Sands forsvandt den 13. januar 2023 efter en vandretur i Mount San Antonio (Mount Baldy) i San Gabriel-bjergene nær Los Angeles. Resterne af ham blev fundet den 27. juni 2023.